# Saint Seiya: The Lost Canvas
Saint Seiya: The Lost Canvas - Hades Mythology (聖闘士星矢『THE LOST CANVAS 冥王神話』 Seinto Seiya Za Rosuto Kyanbasu Meiō Sinwa?, Lit. en español Seiya El Santo: El Lienzo Perdido - La Mitología de Hades), llamada comúnmente Los Caballeros Del Zodiaco: El Lienzo Perdido o Saint Seiya: The Lost Canvas - El Mito de Hades, es un manga spin-off escrito e ilustrado por Shiori Teshirogi, y que está basado en el manga original de Saint Seiya escrito y dibujado por Masami Kurumada.
El manga se publicó semanalmente en la revista Shōnen Champion de Akita Shoten, y se compiló toda la historia en 25 volúmenes. Dos meses después de que la historia terminara, Teshirogi comenzó a publicar una serie spin-off de The Lost Canvas, bajo el título Saint Seiya: The Lost Canvas - El mito de Hades - Anécdotas (圣 闘 士 星矢 The Lost Canvas 冥王 神话 外 伝 Seinto Seiya Za Rosuto Kyanbasu - Meio Shinwa - Gaiden?) El spin-off se centra en historias relacionados con los Caballeros Dorados antes y después de la Guerra Santa del siglo XVIII, la cual más tarde fue trasladada a publicaciones mensuales en la revista Bessatsu Shonen Campion.
En junio de 2009, el estudio TMS Entertainment decidió adaptar el manga en una serie de anime en formato OVA y hasta ahora, se han producido 26 episodios. La serie narra los hechos ocurridos en la guerra santa del siglo XVIII. El manga fue publicado en el 2008 en España por Glénat, en el 2011 en Argentina por Editorial Ivrea, y en el 2014 en México por Editorial Panini.

## Argumento
Tenma, y los hermanos Alone y Sasha, son tres niños huérfanos que viven en un pueblo italiano. Su vida se ve interrumpida cuando Sisifo de Sagitario lleva a Sasha al santuario debido a que ella es la reencarnación de Athena. Tenma se encuentra con Dohko de Libra, quien lo lleva al santuario para que se convierta en Santo, mientras que Alone, que era el joven con el corazón más puro, es seleccionado por los dioses gemelos del inframundo para ser la reencarnación de Hades. Años más tarde en el santuario, Tenma se convierte en el Santo de Bronce de Pegaso y descubre que la reencarnación de la diosa Athena es su vieja amiga Sasha. Poco tiempo después tres caballeros de plata regresan de una misión en Italia dando la noticia que Hades ha despertado en ese lugar y da comienzo la guerra santa.

## Personajes
- Tenma de Pegaso (天馬星座 (ペガサス) のテンマ pegasasu tenma?) es el protagonista principal de la historia y antigua reencarnación de Seiya de Pegaso. De pequeño se crio junto a Sasha y Alone en un orfanato en Italia. Ya a corta edad supo despertar el cosmos y destruir una gigantesca roca para sorpresa de Dohko, que lo estaba viendo en ese momento. Se marcha junto al Santo de Libra y entrena en Grecia por dos años hasta conseguir su armadura. Allí también descubre que su amiga Sasha es la reencarnación de la diosa Athena. Vuelve a Italia solo para encontrar que su mejor amigo Alone ahora es la reencarnación de Hades, el Dios del Inframundo.[8][9]

Seiyuū: Tetsuya Kakihara (柿原 徹也)
Doblaje(s): Arturo Cataño (México) y Manuel Gimeno (España)
- Alone (アローン āron?) es un joven pintor que resulta ser el cuerpo elegido para Hades en esa época, por ser el humano más puro. Era un huérfano que se crio con Sasha su hermana y Tenma en un pequeño pueblo de Italia. Al principio niega de su destino como Dios del Inframundo, pero termina siendo convencido por Pandora y los dioses gemelos, Thanatos e Hypnos, diciéndole que la muerte es la única salvación para el mundo.[8][9]

Seiyuū: Hiro Shimono,
Doblajes: Raúl Lorens (España) y Arturo Castañeda (México)
- Sasha (サーシャ sasha?) es la reencarnación de la diosa Atenea que aparece siempre que el mal amenaza a la Tierra. De niña se crio con su hermano Alone y su amigo Tenma en un orfanato de una pequeña ciudad italiana, hasta que fue reconocida como Atenea por Sísifo de Sagitario. Entonces fue «adoptada» por este, y se marchó al Santuario. Muchos años después se encuentra con Tenma, cuando este entrenaba para ser Santo y fue atacada por un Espectro, Raimi de Gusano, pero fue salvada por Shion de Aries.[8][9]

Seiyuū: Aya Hirano,
Doblajes: Nuria Trifol (España) y Leyla Rangel (México)

## Desarrollo
En la realización del anime, las emociones de Teshirogi se intensificaron aún más y decidió poner más atención en su producción, llegando a rehacer algunas de las ilustraciones que había realizado. En cuanto a los personajes de Saint Seiya y The Lost Canvas, Teshirogi ha comentado que su personaje favorito es el Santo de Pegaso, el cual se ha convertido en el que más le gusta dibujar. Cuando se creó a Tenma, el Santo de Pegaso de Lost Canvas, Teshirogi quiso comprobar si Tenma debía tener un carácter como el de Seiya, pero se dio cuenta de que ambos personajes tenían personalidades diferentes. Otra cosa comentada de su obra son los papeles que los Santos de oro de Tauro, Cáncer y Piscis, estos personajes tiene mucho más protagonismo que en la serie original. Cuando Teshirogi recibió los comentarios de que estos tres personajes son más interesantes en su obra que en la serie original, ella contestó que no tenía intención de darles un tratamiento especial. El nombre de los personajes es creado de acuerdo a sus orígenes, y de la constelación de Piscis como Albafica —el nombre Alba—, se desarrolló cuando estaba pensando Teshirogi en el nombre de las rosas.

## Lugares en la obra

### El Santuario de Athena

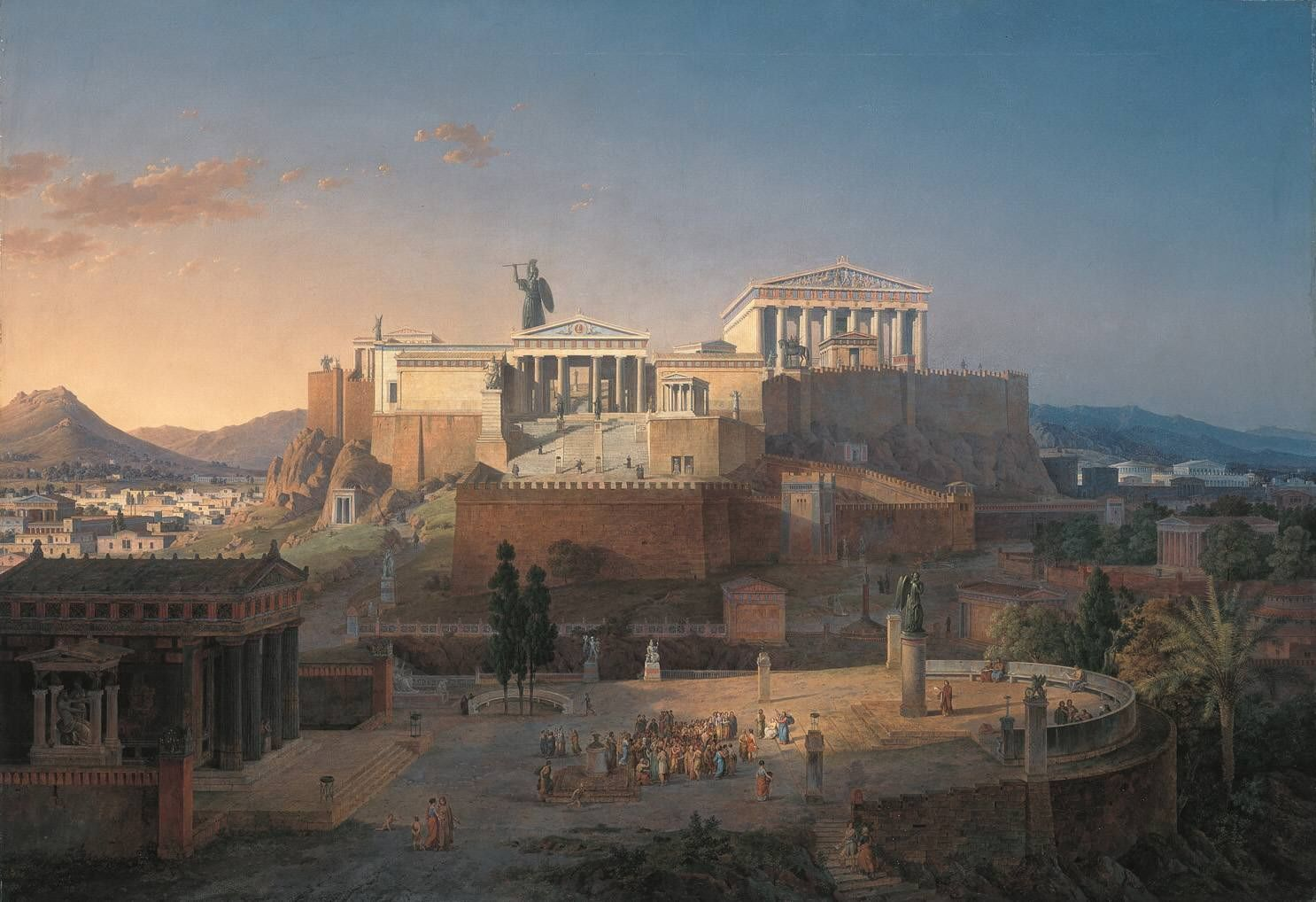
Representación de como debió haber sido el Partenón, el santuario de Athena en The lost Canvas está inspirado en la Arquitectura griega.

En este lugar es donde transcurre parte del inicio de la historia. Es el centro de mando en donde habitan los santos guerreros gobernado por la diosa Athena cada doscientos cuarenta y tres años. Tradicionalmente, la diosa de la guerra desciende en su estatua en forma de bebe en donde debe ser criada e instruida por el patriarca vigente para ser preparada con el propósito de detener cualquier fuerza maligna que se atreviere a conquistar la Tierra, especialmente de Hades y sus Espectros. Sin embargo en The lost Canvas, se rompé dicha tradición cuando Athena decide nacer en un vientre humano y más aún como la hermana de la reencarnación de Hades, provocando la cólera y el desprecio de Pandora hacia Sasha quien es la reencarnación de Athena en el siglo XVIII. Se puede creer que es en 1743, ya que Saint Seiya es creada sumando esos años en 1986.
El Patriarca del Santuario en la serie es Sage, el viejo caballero de Cáncer que junto a su hermano Hakurei de Altar, fueron los únicos sobrevivientes de la guerra pasada contra Hades y por lo tanto se vieron en la tarea de reconstruir el santuario y prepararlo para la nueva guerra que se librará durante toda la serie. Con el transcurso de la historia, el Santuario es atacado por los Espectros en reiteradas ocasiones, empezando con Minos y sus secuaces, quienes son derrotados por Albafica de Picis a costa de su vida, y por Kagaho de Bennu el cual es detenido por Aldebaran de Tauro, hasta ser atacado por el mismo Hades quien después de una confrontación con Athena y sus Santos regresa a su castillo para destruir a la humanidad por medio de El Lienzo perdido.

### El Castillo de Hades

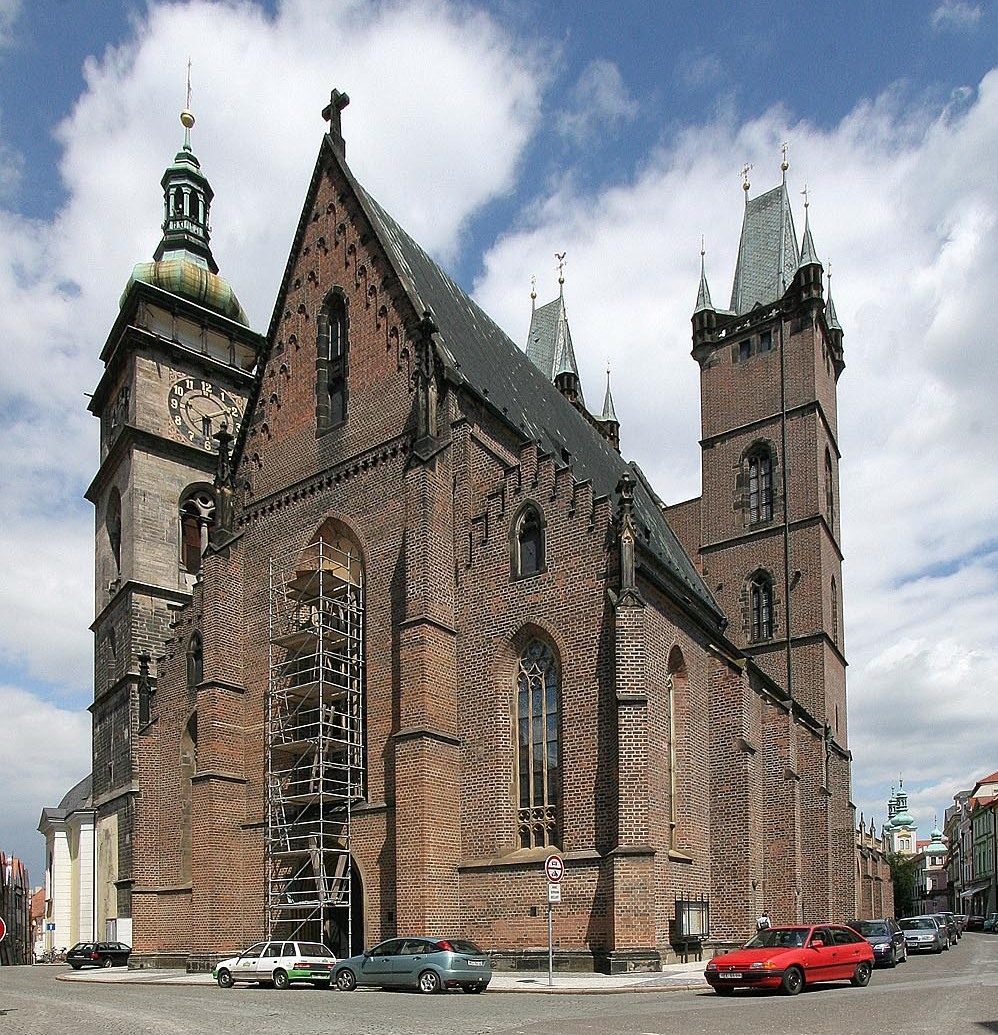
Catedral de Hradec Králové en la República Checa. Su diseño tiene un gran parecido a la catedral de Hades en The Lost Canvas.

El castillo de Hades (que en realidad era una catedral) se encuentra ubicado en donde fue una vez, la antigua ciudad natal de Tenma, Sasha y Alone. Es una colina elevada y pedregosa, la cual está protegida en su base por un bosque oscuro. En este bosque habita Nasu Verónica, quien utiliza su poder de crear falsas visiones para poder engañar y asesinar a todo santo de Athena que se atreviera a entrar al bosque, de la misma forma que lo experimentaron Tenma, Yato y Yuzuriha, pero fueron rescatados por Manigoldo de Cáncer quien logra vencer al Espectro, después del combate decide entrar al castillo en donde se encuentra con Hypnos y Thánatos, llegando a luchar con este último y derrotarlo con la ayuda de su maestro, el patriarca Sage, sacrificando sus vidas.
Después de la derrota de Thanatos, Hypnos levanta una barrera de sueño alrededor del castillo con el propósito de dormir a cualquiera que se atreviere a penetrar la zona, también solicita la ayuda de sus sirvientes, los dioses del sueño Oneiros, Ikelus, Phantasos y Morfeo, quienes habitan en el mundo de los sueños.(ver abajo). Cuando los dioses del sueño son vencidos, Hakurei en reemplazo de su hermano Sage decide ordenar un ataque directo al castillo de Hades, comandado por Sisifo de Sagitario quien utiliza su flecha para destruir la barrera del sueño de Hypnos; dentro del castillo Hakurei se encuentra con Hypnos quien le recuerda la obsesión que tiene el santo de plata con el dios por los daños que este hizo en la guerra pasada, después del combate, Hypnos es sellado por el anciano. Con Hypnos derrotado, Hakurei se disponía a destruir la barrera de Hades pero es asesinado a manos de Hades; Tenma, Shion, Yuzuriha, Yato y Dohko pelean contra el, y Dohko ayuda para que Shion y los otros logren escapar, al final de la pelea Hades sube al Lost Canvas, dejando que el castillo se derrumbe. Mientras el castillo estaba en pie tenía las mismas funciones que el Santuario de Athena, era el centro de operaciones de los Espectros al mando de Pandora, quien en algunas ocasiones mandaba a sus Espectros a cumplir misiones por propia cuenta.

### El Inframundo

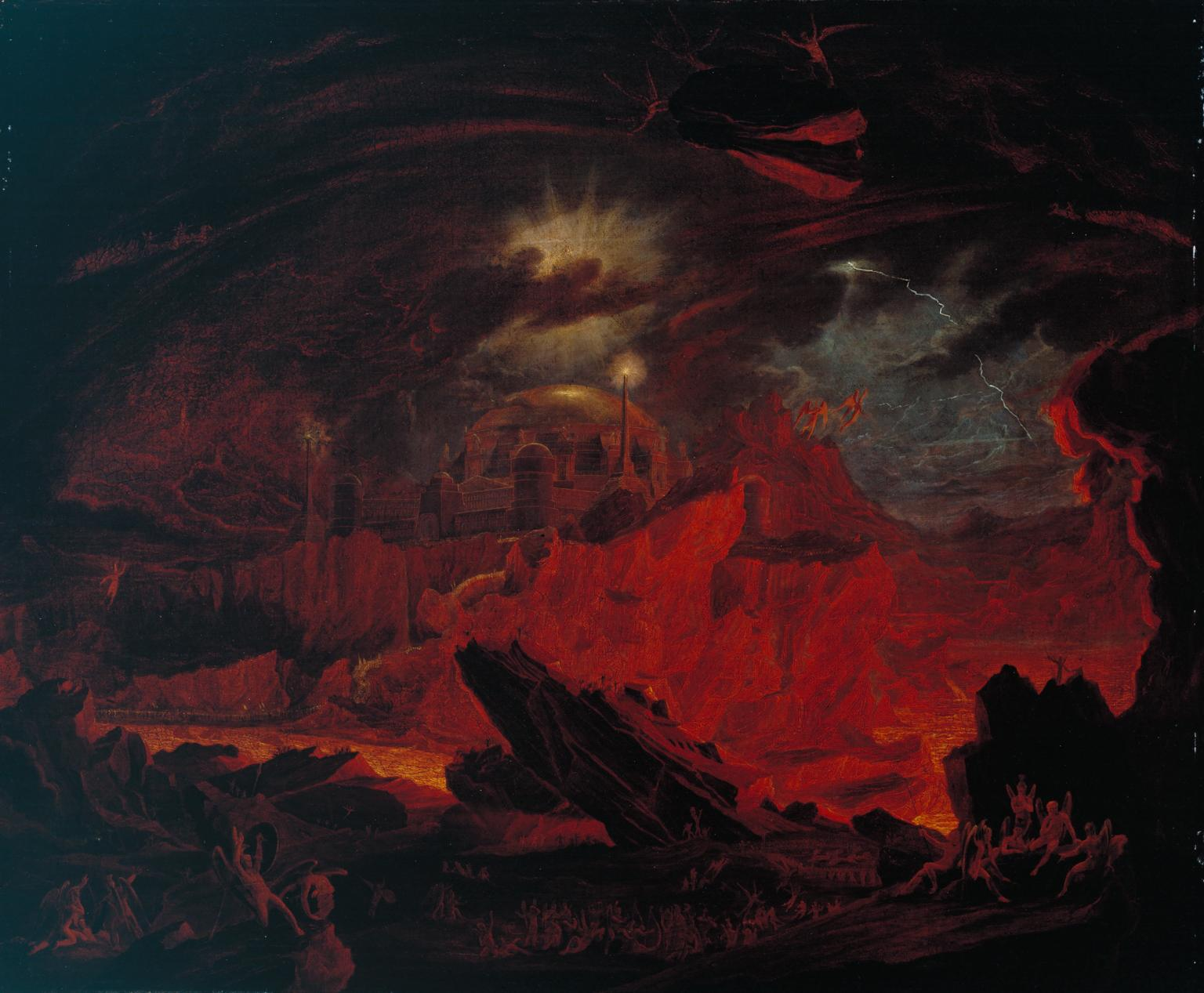
El inframundo es el reino de Hades el cual van las almas de los muertos para ser atormentadas por sus pecados.

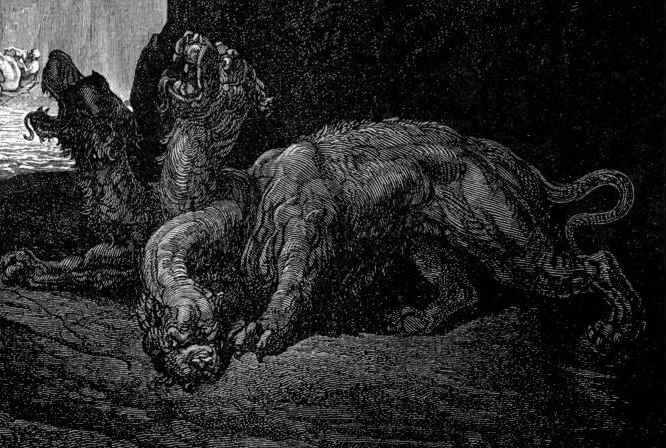
Cerberos, el perro del infierno aparece en The Lost Canvas para perseguir a Tenma, Yato y aYuzuriha.

Es el reino propiamente dicho de Hades, el lugar a donde van todas las almas humanas después de la muerte. El alma de Tenma es enviada a este lugar después de ser «asesinado» por Alone y tiene que ser rescatado por Yato y Yuzuriha. Se enfrentan a Fedor de Mandrágora, una vez vencido el espectro, Tenma, Yato y Yuzuriha continúan su viaje por el infierno. La guerrera de Jamir les explica que deben conseguir los frutos que da el Árbol de la Sabiduría para así sellar el alma de los Espectros y evitar que el poder de Hades los reviva. Después de cruzar un largo pasadizo logran salir a la superficie del Inframundo, dónde se encuentran con la Sexta Prisión, y no sólo eso, sino también con Cerbero, el perro guardián del inframundo, Tenma logra vencerlo con su Pegasus Ryu Sei Ken, tras intentos fallidos de Yato y Yuzuriha. En el río de sangre, se encuentran con Asmita de Virgo quien le declara a Tenma que está dispuesto a unirse a las huestes de Hades ya que considera a Athena como una deidad inútil, esto enfurece al santo de bronce y lo combate con funestos resultados, este le explica que tome 108 frutos del Árbol de la Sabiduría para llevarlos a Jamir y de esa manera poder sellar a los 108 espectros de una vez por todas. Tenma, Asmita y los demás salen del inframundo.
El reino de los muertos no se vuelve a mencionar más hasta la batalla entre Lune y Shion, cuando el primero manda al segundo a Cocito, en el infierno, en donde continua el combate, allí los cadáveres de los santos muertos animan a Shion además de encomendarle el futuro como el próximo patriarca para la nueva generación, Shion aplica una nueva técnica Ten ryu Ha se ki shiki y logra derrotar a Lune. El reino infernal no se vuelve a mencionar.

### El Mundo de los Sueños

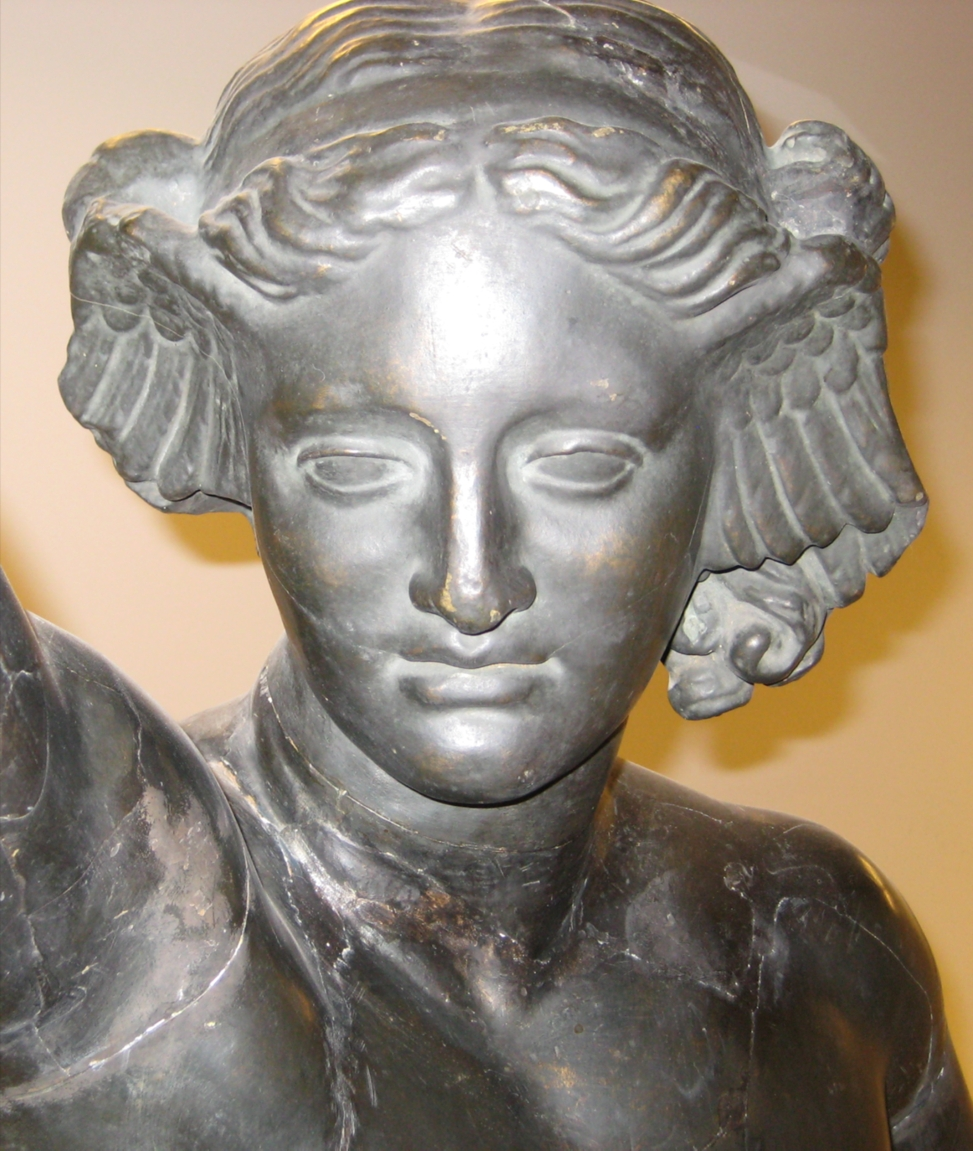
Hypnos es el dios de los sueños en la mitología griega, en The lost Canvas, rige el mundo de los sueños.

Es el mundo oscuro gobernado por Hypnos y sus dioses menores (Ikelos,Phantasos, Morpheo y Oneiros), este mundo tiene forma de jaula gigante en donde residen los sueños de las personas, en este lugar es donde El Cid de Capricornio lucha contra Phantasos hasta matarlo para luego enfrentar a Ikelos, mientras que Tenma es encerrado en una de las prisiones del sueño por Morpheo, sin embargo Tenma logra despertar su armadura divina y derrotar al dios sin menor problemas, Tenma y El Cid se vuelven a encontrar y se enfrentan al último dios del sueño que queda, Oneiros. Por otro lado Athena entra al mundo de los sueños para liberar el alma de Sisifo, al principio este siente rencor hacia sí mismo, pero Athena le convence de lo que en realidad es y cual es el camino a tomar que el Santo de sagitario logra superar sus temores y salir del sueño en que estaba atrapado. Con la ayuda de Athena, Tenma y El Cid logran enfrentar a Oneiros, quien ha convocado las almas de sus hermanos y fusionado con ellos, y logran escapar del mundo de los sueño regresando a la realidad en donde derrotan definitivamente a Oneiros. El mundo de los sueños ya no vuelve a aparecer.

### El Lienzo Perdido
En inglés The Lost Canvas, es una pintura hecha por Alone con la cual intenta destruir a la humanidad; la pintura se encuentra en el cielo; cubriendo las nubes, ya que cada persona que es pintada, es separada de su alma, por lo tanto esta muere, pero su alma en lugar de ir al «Inframundo» va directo a la pintura volviéndose parte de ella. Entre los lugares que destacan en este lugar están:
1. Muro del Lienzo Perdido: Es un gigantesco muro que se encuentra en la entrada del Lienzo Perdido; este es protegido por el espectro Pharaoh de la Esfinge (Manga 139). Este muro solo se logró abrir por el poder de una Exclamación de Atena hecha por los santos dorados Shion, Regulus y Sísifo. Según lo dicho por los santos el muro es muy hermoso y está muy detallado; debido a que este muro fue diseñado por Alone como todo en el Lienzo Perdido.
2. Puerta de lienzo perdido: Es una extraña puerta que se encuentra después del Muro del Lienzo Perdido, ya que muestra un gran parecido con la Puerta del Infierno; solo que posee cuatro pilares que la sostiene a diferencia de los la Puerta del Infierno que solo son dos pilares.
3. El Mar de nubes: Es un espeso río del Lienzo Perdido formado por el agua de las nubes el cual es protegido por el espectro Caronte de Aqueronte. Fue en este lugar en el cual el ejército de Athena fue petrificado por el poder de Caronte de los cuales los únicos sobrevivientes fueron Tenma, Sasha, Regulus y Shion. Aquí fue donde Caronte y Alone sellan los poderes de Sasha en una pintura, volviéndola completamente humana.
4. Los templos malignos: Son el último santuario de Hades en The Lost Canvas; así como también es la base de los espectros traidores y los guardianes de las Casas Malditas. Cada templo es protegido por un aliado a Alone a excepción de Radamanthys de Wyvern.

### Templos Malignos de la Estrellas
Estos templos se encuentran el cielo, gracias a esto sólo se puede llegar a ellos volando ya sea por medio del «Garudaship», del barco de Athena, por medio del vuelo, de la teletransportación o por medio del viaje entre las dimensiones. La función de este santuario es proteger la pintura de Alone; en la cima de estas se encuentra el trono de Alone en donde termina su pintura. Al principio de los templos se encuentra un gran muro que sólo pudo ser destruido por medio de la «Athena Exclamation» realizada por Regulus, Shion y Sísifo. Después una especia de mar hecho de nubes; al pasar esto se encuentran los templos o casa cuya organización es como el sistema solar, A continuación se describe cada uno de los templos y los acontecimientos pasados en ellos:
1. Templo de Mercurio: Es el primero de los 9 templos malignos; este templó es protegido por el espectro Yoma de Mefistófeles; en este templo le empieza a mostrar el pasado a Tenma, donde lo muestra como un recién nacido en brazos de su madre, Partita, rodeado de una joven Pandora, y Yoma mismo, su padre, cosa que Tenma refuta, ya que cree que su padre murió años atrás. Le revela que él no murió realmente, al convertirse en un espectro, sino que él vio como nació Hades de la madre de Pandora en un día nevado, por lo cual decide escapar del lugar, para no caer víctima de Hypnos y Thanatos, disfrazándose como monje. Comienza a torturar a Tenma y Athena haciéndoles dudar de su verdadero papel en la Guerra Santa, por lo que decide dejarlos solos e ir al Templo de Venus
2. Templo de Venus: Es el segundo Templo del Lienzo Perdido el cual es protegido por el espectro Lune de Balrog; este lugar guarda mucho parentesco con la Primera Prisión del Infierno. En este lugar Lune de Balrog y algunas Monjas Oscuras se encuentra trabajando registrando todas las vidas de las personas que van a ser salvadas por el Lienzo Perdido; así como también aquí comienza combate entre Shion de Aries contra Lune de Balrog.
3. Templo de la Tierra: Es el tercer templo o casa del Lienzo Perdido, el cual es protegido por el espectro Kagaho de Bennu; este templo comparte junto con el Templo de Urano el hecho de que, en el manga, no son vistos por fuera; es decir; no aparece sus puertas o muros, lo único que aparece de este son una parte de las escalera aunque aparece una posible imagen de como se podría ver este templo por fuera.
4. Templo de Marte: Es el cuarto templo del Lienzo Perdido el cual es protegido por el santo traidor, Aspros de Géminis curiosamente la batalla que ocurre en este templo es antes de las batalla es el Templo de Mercurio, Templo de Venus o el Templo de la Tierra ya que Defteros de Géminis logró teletransportarse ahí antes de que los santos llegaran al Templo de Mercurio.
5. Templo de Júpiter; Este es el quinto templo Maligno del Lienzo Perdido; el cual era protegido por el espectro Valentine de Harpía; pero en vista de que el espectro abandonó el templo para ir al Templo de Saturno este no aparece jamás. Este rasgo lo comparte con el Templo de Neptuno ya que en el manga nunca aparece una imagen del templo. Solo se tiene una imagen del templo por fuera; la cual no es el 100% exacta de que sea ese templo.
6. Templo de Saturno: Es el sexto templo maligno del Lienzo Perdido; el cual es protegido por el espectro Rhadamanthys de Wyvern; este templo en si; parece un castillo o una fortaleza. Aquí tuvo lugar la muerte del espectro Valentine de Harpía a manos de Rhadamanthys de Wyvern; la muerte de Regulus a manos de Radamanthys y la primera batalla entre Partita de Búho y Pandora. Así como fue el lugar en el cual Partita apareció por primera vez antes de llevarse a Tenma al Templo de Urano.
7. Templo de Urano: Es el séptimo templo del Lienzo Perdido; defendido por Partita de Búho; este templo comparte junto con el Templo de la Tierra el hecho de que, en el manga, no son vistos por fuera; es decir; no aparece sus puertas o muros, lo único que aparece de este es la sala donde pelean Tenma y su madre.
8. Templo de Neptuno: Es octavo templo del Lienzo Perdido; según parece este templo es protegido por el espectro Tokusa de Hanuman, es el único templo del cual no hay imagen de este; ya que este es «saltado» por los santos. Se cree que su guardián es Tokusa porque al momento que Alone y Pharaoh nombran que a los guardianes este aparece entre las sombras junto con Lune y Yoma; dando a entender que este es uno de ellos, y en vista que no parecía defender otro templo, quiso decir que él defendía este.
9. Templo de Plutón: Es el noveno y último templo del Lienzo Perdido; así como es el único templo que posee 3 guardianes siendo estos Alone, Hades y Pandora. Según dicho por él mismo Alone; aquí Alone encerró gran parte del cosmo de Hades.En este lugar es el Taller de Alone lugar en le cual termina de pintar su obra «El Lienzo Perdido». Hacia el final del manga, es en este lugar donde ocurre la batalla final entre el alma de Hades contra Tenma, Sasha y Alone; batalla que dio como resultado el sellado del alma de Hades y las muertes de Tenma, Sasha y Alone, terminando la guerra santa del siglo XVIII.

## Contenido de la obra

### Manga
El manga se publicaba en la revista semanal Shōnen Champion de la editorial Akita Shoten desde el 24 de agosto del 2006 y ha sido recopilada en 25 Tankōbons. En español es publicado por Editorial Ivrea en Argentina, quienes han publicado 25 volúmenes de la mitad del tamaño y por Glénat en España, quienes ha publicado 8 volúmenes. Editorial Panini Manga empezó su impresión en México a principios de marzo de 2014, quienes publicaron los 25 volúmenes originales de la obra. El manga también es publicado en otros idiomas por JBC en Brasil y Editorial Panini en Italia.
En su etapa de Gaidens, el manga fue relegado a un lanzamiento mensual junto a otros Spin-Offs en la revista Bessatsu Shonen Champion.
A continuación se presenta una lista de los 25 volúmenes del manga y los 16 volúmenes del gaiden que salieron para la serie con sus respectivas fechas de salida.
| Volumen | ISBN                   | Publicación en Japón    | ref    | Volumen | ISBN                   | Publicación en Japón    | ref.   |
| ------- | ---------------------- | ----------------------- | ------ | ------- | ---------------------- | ----------------------- | ------ |
| 01      | ISBN 978-4-253-21221-2 | 8 de diciembre de 2006  | [ 21 ] | 14      | ISBN 978-4-253-21514-5 | 8 de junio de 2009      | [ 22 ] |
| 02      | ISBN 978-4-253-21222-9 | 8 de marzo de 2007      | [ 23 ] | 15      | ISBN 978-4-253-21515-2 | 7 de agosto de 2009     | [ 24 ] |
| 03      | ISBN 978-4-253-21223-6 | 8 de mayo de 2007       | [ 25 ] | 16      | ISBN 978-4-253-21516-9 | 8 de octubre de 2009    | [ 26 ] |
| 04      | ISBN 978-4-253-21224-3 | 6 de julio de 2007      | [ 27 ] | 17      | ISBN 978-4-253-21517-6 | 8 de diciembre de 2009  | [ 28 ] |
| 05      | ISBN 978-4-253-21225-0 | 7 de septiembre de 2007 | [ 29 ] | 18      | ISBN 978-4-253-21518-3 | 8 de marzo de 2010      | [ 30 ] |
| 06      | ISBN 978-4-253-21226-7 | 8 de noviembre de 2007  | [ 31 ] | 19      | ISBN 978-4-253-21519-0 | 7 de mayo de 2010       | [ 32 ] |
| 07      | ISBN 978-4-253-21227-4 | 8 de febrero de 2008    | [ 33 ] | 20      | ISBN 978-4-253-21520-6 | 7 de julio de 2010      | [ 34 ] |
| 08      | ISBN 978-4-253-21228-1 | 8 de abril de 2008      | [ 35 ] | 21      | ISBN 978-4-253-21539-8 | 8 de septiembre de 2010 | [ 36 ] |
| 09      | ISBN 978-4-253-21229-8 | 6 de julio de 2008      | [ 37 ] | 22      | ISBN 978-4-253-21540-4 | 8 de diciembre de 2010  | [ 38 ] |
| 10      | ISBN 978-4-253-21230-4 | 8 de agosto de 2008     | [ 39 ] | 23      | ISBN 978-4-253-21642-5 | 8 de febrero de 2011    | [ 40 ] |
| 11      | ISBN 978-4-253-21511-4 | 7 de noviembre de 2008  | [ 41 ] | 24      | ISBN 978-4-253-21642-5 | 8 de abril de 2011      | [ 42 ] |
| 12      | ISBN 978-4-253-21512-1 | 6 de febrero de 2009    | [ 43 ] | 25      | ISBN 978-4-253-21643-2 | 6 de mayo de 2011       | [ 44 ] |
| 13      | ISBN 978-4-253-21513-8 | 8 de abril de 2009      | [ 45 ] |         |                        |                         |        |

| Volumen | ISBN                   | Publicación en Japón   | Volumen | ISBN                   | Publicación en Japón   |
| ------- | ---------------------- | ---------------------- | ------- | ---------------------- | ---------------------- |
| 01      | ISBN 978-4-253-21644-9 | 7 de octubre de 2011   | 09      | ISBN 978-4-253-21683-8 | 6 de diciembre de 2013 |
| 02      | ISBN 978-4-253-21645-6 | 8 de diciembre de 2011 | 10      | ISBN 978-4-253-21684-5 | 20 de junio de 2014    |
| 03      | ISBN 978-4-253-21646-3 | 8 de febrero de 2012   | 11      | ISBN 978-4-253-21685-2 | 20 de octubre de 2014  |
| 04      | ISBN 978-4-253-21647-0 | 6 de abril de 2012     | 12      | ISBN 978-4-253-21686-9 | 8 de enero de 2015     |
| 05      | ISBN 978-4-253-21648-7 | 6 de julio de 2012     | 13      | ISBN 978-607-528-986-1 | 8 de junio de 2015     |
| 06      | ISBN 978-4-253-21680-7 | 7 de diciembre de 2012 | 14      | ISBN 978-4-253-21688-3 | 8 de diciembre de 2015 |
| 07      | ISBN 978-4-253-21680-7 | 8 de abril de 2013     | 15      | ISBN 978-4-253-21689-0 | 8 de marzo de 2016     |
| 08      | ISBN 978-4-253-21682-1 | 8 de agosto de 2013    | 16      | ISBN 978-4-253-21702-6 | 8 de junio de 2016     |

Sidestories o historias cortas complementarias al manga y gaiden
| Volumen | ISBN                   | Publicación en Japón |
| ------- | ---------------------- | -------------------- |
| 01      | ISBN 978-4-253-32041-2 | 18 de junio de 2021  |

### Anime
El manga está siendo adaptado en una serie de anime en formato OVA que lleva hasta la fecha 26 episodios por TMS Entertainment. Está dirigida por Osamu Nabeshima y con un diseño de personajes de Yuko Iwasa. La serie es distribuida en DVD y Blu-ray con un formato de dos o tres episodios cada uno. El primer volumen apareció el 24 de junio de 2009. En España es editada en el 2010 por Selecta Visión en el XVI Salón del Manga de Barcelona. Para América Latina, la empresa mexicana Comarex (una filial de la cadena TV Azteca) adquirió los derechos de transmisión para TV así como los de distribución en DVD; por ende, fueron los encargados de realizar el doblaje al español, también confirmaron el título con el cual sería comercializada en la región: Los Guerreros del Zodíaco: El Lienzo Perdido. Los 2 primeros DVD Box, que contienen 3 DVD cada uno, con los 13 OVAs de la serie, salieron a la venta el 14 de marzo. En México, en tanto, se transmitió el 5 de mayo del 2011 una maratón del estreno de la serie en el Canal 7 de TV Azteca, el 21 de noviembre del mismo año se transmitió el segundo maratón de la serie en la misma televisora con los capítulos 14 al 26. No se ha anunciado una tercera temporada.
En cuanto a las ventas de DVD en España, Selecta Visión ha lanzado a la venta la serie en DVD y Blu-ray. Esta ha sido dividida en tres disco teniendo los primeros dos cinco episodios cada uno y el tercer disco con los últimos tres episodios más unos extras, entre los cuales se incluye El lienzo sonoro, un especial de como de se hizo el doblaje y la traducción de los temas de apertura y de cierre de la serie. Para la segunda temporada de la serie, se siguió con el mismo patrón de la primera temporada, sin embargo, en el caso de los Blu ray disc, estos venían acompañado a con los sus versiones en DVD formando una especie de combo para esta edición. Tanto la calidad del DVD como la del blu ray disc han sido bien elogiadas por Zonadvd.com.
Para Hispanoamérica, Comarex lanzó a la venta la serie en DVD con dos episodios cada uno al igual que la versión japonesa, los DVD fueron creados por Videomax, y por último se hicieron dos pack los cuales contiene tres DVD cada uno de ellos. En estos DVD están realizados con calidad de imagen fullscreen, sin subtítulos en el primer paquete, y sin ningún contenido adicional lo cual ha sido criticado en ANTMV.com. En la distribución de la segunda temporada, Comarex siguió con el mismo patrón, pero se añadieron los subtítulos, así como una mejora en la calidad de imagen. Recientemente Comarex saco una versión para Blu-ray disc de esta serie en Latinoamérica.
| Temporada | Temporada | Episodios | Fechas de Lanzamientos de DVD e Blu-ray            | Fechas de Lanzamientos de DVD e Blu-ray          | Fechas de Lanzamientos de DVD e Blu-ray          | Fechas de Lanzamientos de DVD e Blu-ray          | Fechas de Lanzamientos de DVD e Blu-ray          | Fechas de Lanzamientos de DVD e Blu-ray          |
| Temporada | Temporada | Episodios | Volume 1                                           | Volume 2                                         | Volume 3                                         | Volume 4                                         | Volume 5                                         | Volume 6                                         |
| --------- | --------- | --------- | -------------------------------------------------- | ------------------------------------------------ | ------------------------------------------------ | ------------------------------------------------ | ------------------------------------------------ | ------------------------------------------------ |
|           | 1         | 13        | 24 de junio de 2009 14 de marzo de 2011 2011       | 21 de agosto de 2009 14 de marzo de 2011 2011    | 21 de octubre de 2009 14 de marzo de 2011 2011   | 23 de diciembre de 2009 14 de marzo de 2011 2011 | 23 de febrero de 2010 14 de marzo de 2011 2011   | 21 de abril de 2010 14 de marzo de 2011 2011     |
|           | 2         | 13        | 23 de febrero de 2011 21 de noviembre de 2012 2011 | 18 de marzo de 2011 21 de noviembre de 2011 2011 | 20 de abril de 2011 21 de noviembre de 2011 2011 | 18 de mayo de 2011 21 de noviembre de 2011 2011  | 22 de junio de 2011 21 de noviembre de 2011 2011 | 20 de julio de 2011 21 de noviembre de 2011 2011 |

### Banda sonora
El tema de apertura es la canción «The Realm of Athena» (El reino de Athena/Atenea), interpretada por EUROX. Asimismo, el tema de cierre es la melodía "Hana no kusari" (花の鎖?  Cadena de flores), de Maki Ikuno con Marina del Ray. Ambos temas fueron compilados en un CD llamado Saint Seiya: The Lost Canvas - Hades Mythology, colección de temas musicales (聖闘士星矢 THE LOST CANVAS 冥王神話 主題歌集 Seinto Seiya: The Lost Canvas - Meiō Shinwa Shudaikashū?) puesto a la venta el 25 de julio de 2009. La banda sonora está a cargo de Kaoru Wada y fue compilada en un CD con 36 canciones llamado Saint Seiya: The Lost Canvas - Hades Mythology ~Original Soundtrack~ (聖闘士星矢 THE LOST CANVAS 冥王神話～オリジナルサウンドトラック～?) que fue lanzado el 25 de septiembre de 2009.

#### Opening
- «The Realm of Athena» (Temporadas 1 y 2)

Interpretada por: EUROX
Traducción al español (España): Joaquín Paz
Traducción al español (Latinoamérica): Gerardo Velázquez

#### Ending
- «Hana no kusari» (Temporadas 1 y 2)

Interpretada por: Maki Ikuno y Marina del Ray (coro)
Traducción al español (España): Bianca Moreno y Joaquín Paz (coro)
Traducción al español (Latinoamérica): Carolina Ayala y Gerardo Velázquez (coro)

### Artbook
El artbook (en español: Libro de Arte) llamado Saint Seiya: The Lost Canvas – Meiō Shinwa Gashū (聖闘士星矢 The Lost Canvas 冥王神話画集 Seinto Seiya Za Rosuto Kyanbasu - Meiō Shinwa Gashū), es lanzado el 18 de marzo de 2016, coincidiendo con el lanzamiento del capítulo final de la serialización "The Lost Canvas Gaiden" y el décimo aniversario de la serie The Lost Canvas.

## Doblaje al español
- El doblaje en España, fue realizado por Takemaker S.L. financiado por Selecta Visión quien distribuye la serie en el país europeo.[72]
- El doblaje para Hispanoamérica, quedó a cargo de la compañía mexicana Macias-Group, financiado por COMAREX, quien tiene los derechos de la serie para todos los países de habla hispana en Latinoamérica.[73]

### Actores de doblaje
| Personaje          | Actores                       | Actores         | Actores             |
| Personaje          | En Japonés                    | En Castellano   | En Latino           |
| ------------------ | ----------------------------- | --------------- | ------------------- |
| Tenma de Pegaso    | Tetsuya Kakihara (柿原 徹也)  | Manuel Gimeno   | Arturo Cataño       |
| Sasha / Atena      | Aya Hirano (平野綾)           | Núria Trifol    | Leyla Rangel        |
| Alone / Hades      | Hiro Shimono (下野紘)         | Raúl Llorens    | Arturo Castañeda    |
| Yuzuriha de Grulla | Sanae Kobayashi (小林沙苗)    | Marta Barbará   | Mireya Mendoza      |
| Yato de Unicornio  | Atsushi Abe (阿部敦)          | Alex De Porrata | Miguel Ángel Ruíz   |
| Shion de Aries     | Shinichirō Miki (三木 眞一郎) | Carlos Di Blasi | Luis Daniel Ramírez |

## Recepción

### Manga
El manga de 25 volúmenes y el gaiden de 16 volúmenes lograron superar ampliamente las expectativas de la Editorial, en los comentarios de Shiori Teshirogi que acompañan los volúmenes fue revelado que The Lost Canvas estaba planeado para tener una corta duración, pero gracias a la repercusión y a las ventas positivas se mantuvo vigente por más de 10 años seguidos acumulando una cantidad superior a los 40 tomos, siendo actualmente la mangaka que más tomos recopilatorios publicó con el nombre de la franquicia Saint Seiya, superando al autor original Masami Kurumada. Los primeros 16 volúmenes de la serie han vendido en total más de 1 millón de copias en Japón hasta marzo de 2009. Durante su primera semana de salida, el volumen 13 del manga vendió 25.238 copias en Japón, llegando al puesto n.° 23 de los mangas más vendidos. El volumen 14 alcanzó la cantidad de 26.731 copias en Japón conservando el mismo puesto de su anterior. El volumen 17 llegó a subir a la posición 22 del ranking con 24.843 copias vendidas mientras que el volumen 18 superó a su predecesor con 29.436 en su primera semana pero bajando a la posición del ranking de mangas al puesto 23. El volumen 21 del manga alcanzó ventas de 24.450 copias alcanzando el puesto 24 de la lista. El tomo recopilatorio del quinto Gaiden publicado el 6 de julio de 2012, traía un folleto de la editorial revelando que LC en versión manga ha vendido un total de 6.7 millones de copias hasta ese momento. El tomo recopilatorio del octavo Gaiden se ubicó en la posición número 44 con 24,716 y luego de unos meses se agotó la tirada.

### Anime
La serie de anime ha recibido críticas generalmente positivas de los críticos. Ha sido elogiado porque sea accesible a los espectadores que no tienen conocimiento del Saint Seiya original a pesar de ser una precuela, y al mismo tiempo que permite a los seguidores de la serie original verla desde el punto de vista diferente. También se destaca la animación por sobresalir «muy bien», sobre todo en las escenas de batalla. Sin embargo, en entrevista exclusiva Akira Sato, presidente de la distribuidora audiovisual Sato Company, distribuidor de Saint Seiya: The Lost Canvas en Brasil, confirmó que el autor original de la obra, Masami Kurumada no renovó los derechos con TMS Entertainment para continuar con la adaptación animada del manga escrito e ilustrado por Shiori Teshirogi.
Entre otros animes japoneses, Akira Sato es el responsable de la llegada del Cybercop tokusatsu a Brasil, a principios de la década de 1990, quien a través de su empresa, trabajó con series como Ultraman, Topo Gigio, Tama and His Friends, Samurai Warriors y Super Human Samurai en el mercado brasileño. También lanzó los DVD de National Kid y fue el Cybercop del narrador. En 2006, Lets & Go introdujo el anime japonés en la cadena de televisión SBT y, al año siguiente, Naruto en Cartoon Network. Opera en el mercado de las licencias, lanzando varios productos de estas series, como Dr. Hollywood y Ryukendo. Entre 2014 y 2015 comenzó a licenciar anime (dibujos animados) y tokusatsus (películas de acción y series de acción) en Netflix y el anime japonés (dibujos animados) Hello Kitty en Boomerang.